# Arthur-Pieman Conservation Area
Arthur-Pieman Conservation Area är en park i Australien. Den ligger i delstaten Tasmanien, i den sydöstra delen av landet, omkring 270 kilometer nordväst om delstatshuvudstaden Hobart.
Trakten runt Arthur-Pieman Conservation Area är nära nog obefolkad, med mindre än två invånare per kvadratkilometer.. Det finns inga samhällen i närheten. 
I omgivningarna runt Arthur-Pieman Conservation Area växer i huvudsak städsegrön lövskog. Genomsnittlig årsnederbörd är 1 832 millimeter. Den regnigaste månaden är augusti, med i genomsnitt 266 mm nederbörd, och den torraste är januari, med 75 mm nederbörd.